# Titularbistum Gunela
Gunela ist ein Titularbistum der römisch-katholischen Kirche.
Es geht zurück auf einen untergegangenen Bischofssitz in der gleichnamigen antiken Stadt, die in der römischen Provinz Africa proconsularis (heute nördliches Tunesien) lag. Der Bischofssitz war der Kirchenprovinz Karthago zugeordnet.
| Titularbischöfe von Gunela |                                                  |                                                        |                  |                    |
| Nr.                        | Name                                             | Amt                                                    | von              | bis                |
| 1                          | John Joseph Boardman                             | Weihbischof in Brooklyn (USA)                          | 28. März 1952    | 16. Juli 1978      |
| 2                          | Pierre Plateau                                   | Weihbischof in Rennes, Dol und Saint-Malo (Frankreich) | 2. Februar 1979  | 8. April 1984      |
| 3                          | Emilio Layon Bataclan                            | Weihbischof in Cebu (Philippinen)                      | 24. Februar 1990 | 3. Mai 1995        |
| 4                          | Christophe Pierre Titularerzbischof pro hac vice | Apostolischer Nuntius                                  | 12. Juli 1995    | 30. September 2023 |
| 5                          | Keith Chylinski                                  | Weihbischof in Philadelphia (USA)                      | 8. Dezember 2023 |                    |